# François Étienne de Kellermann

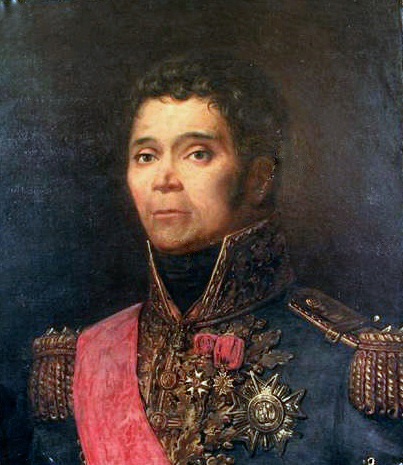
François Étienne de Kellermann

François Étienne de Kellermann, 2e Hertog van Valmy (Metz, 4 augustus 1770 - Parijs, 2 juni 1835) was een Franse cavaleriegeneraal in de Franse revolutionaire en napoleontische oorlogen. Hij speelde een beslissende rol in de Slag bij Marengo in 1800 en vocht ook in de Slag bij Quatre Bras en de Slag bij Waterloo in 1815.
Kellermanns naam staat gegraveerd op de zuidelijke pilaar van de Arc de Triomphe in Parijs.

## Franse Revolutie
Kellermann was een zoon van François Christophe Kellermann, een Franse generaal die in 1792 de Slag bij Valmy won, in 1803 tot Maarschalk van Frankrijk benoemd werd en in 1808 tot de adel verheven werd als Hertog van Valmy.
Hij diende in zijn vaders huzarenregiment voordat hij in 1791 als diplomaat naar de Verenigde Staten vertrok. In 1793 keerde hij terug naar het leger en werd adjudant van zijn vader. Tijdens de Terreur werd Kellermanns vader gevangengezet en zat hij zelf ook korte tijd in de gevangenis.
Tijdens de Italiaanse veldtocht van generaal Napoleon Bonaparte in 1796-1797 werd hij adjudant van Napoleon en volgde hem naar Lodi, Milaan en Pavia. Vervolgens diende hij onder Masséna en was aanwezig bij de Slag bij de brug van Arcole en de Franse inname van Mantua.
In 1797 maakte hij grote indruk op Napoleon door zijn optreden tegen de Oostenrijkers bij de Tagliamento-rivier, waarbij hij een cavaleriecharge leidde en gewond raakte. Voor zijn heldhaftige optreden kreeg hij, op 26-jarige leeftijd, promotie tot brigadegeneraal. In 1798 had hij het commando over een deel van de Franse troepen die de door het koninkrijk Napels bezette stad Rome weer innamen en vervolgens het Koninkrijk Napels zelf ten val brachten.
In de Slag bij Marengo (1800) wist hij Napoleon ternauwernood te redden door met zijn cavaleriebrigade een beslissende charge uit te voeren, waardoor de Oostenrijkers in paniek van het slagveld vluchtten. Na de slag zou Napoleon gezegd hebben: "Je hebt een tamelijk goede aanval geleid". Dat maakte Kellerman razend. Maar later zei Napoleon tegen een andere generaal dat Kellermann de dag gered had.

## Napoleontisch tijdperk
In 1805 had hij het commando over een cavaleriedivisie in de Slag bij Austerlitz. Vanaf 1808 was hij verwikkeld in de Spaanse Onafhankelijkheidsoorlog. In de Slag bij Vimeiro (1808) had hij het bevel over de reservetroepen. Na deze veldslag speelde hij een belangrijke rol bij de onderhandelingen die leidden tot de Conventie van Sintra. Hierbij wist Kellermann de Britten over te halen om een vernederende wapenstilstand te tekenen die in Groot-Brittannië tot een groot schandaal leidde en bijna de kop van Wellington kostte. In de Slag bij Alba de Tormes (1809) leidde hij een cavaleriecharge die het Spaanse leger bij de oversteek van de rivier Tormes verraste en uiteen sloeg.
Kellermann nam niet deel aan de veldtocht van Napoleon naar Rusland (1812) omdat hij op weg naar het front getroffen werd door ernstige ziekte. Hij was wel actief in 1813 en 1814 en raakte gewond in de Slag bij Lützen. Ook vocht hij in de Slag bij Bautzen en de Slag bij Leipzig.

## Eerste Restauratie en de Honderd Dagen
Na Napoleons nederlaag en aftreden en de Restauratie van de monarchie in 1814 mocht Kellermann zijn generaalsrang behouden. Hij werd op 2 juni opgenomen in de Orde van de Heilige Lodewijk en werd op 23 juni benoemd tot Grootofficier van het Legioen van Eer.
Toch sloot hij zich weer aan bij Napoleon na diens ontsnapping uit Elba in 1815 en nam deel aan de Honderd Dagen. In de Waterloo-veldtocht had hij het commando over het 3e Cavaleriekorps. Hij leidde de beroemde cavaleriecharge in de Slag bij Quatre Bras op 16 juni 1815. Kellermann gaf bij deze charge zijn soldaten het bevel om onmiddellijk te beginnen met galopperen, zodat ze niet zouden merken dat ze eigenlijk veruit in de minderheid waren. Kellermann wist een belangrijk kruispunt in te nemen maar moest zich uiteindelijk terugtrekken. Hij verloor zijn paard maar wist te ontsnappen door zich aan de teugels van een van zijn cavaleristen vast te houden.
Kellermann raakte gewond in de Slag bij Waterloo op 18 juni 1815. Zijn cavalerie voerde herhaaldelijk charges uit tegen de vijandige linie. De charges liepen echter stuk op de vierkantvormige formaties (carré's) die de geallieerde troepen hadden gevormd om de cavalerieaanvallen af te slaan.

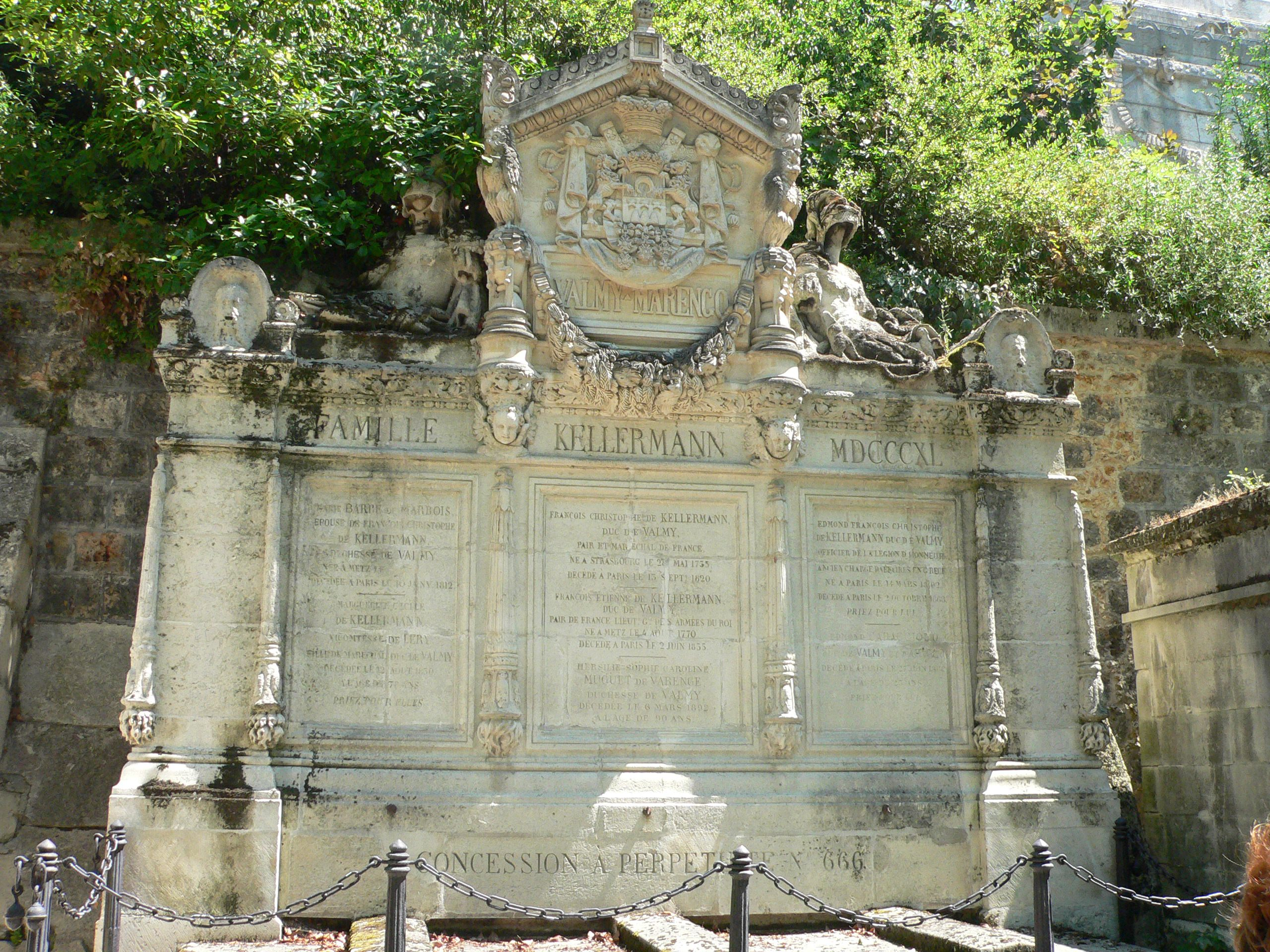
Kellermann ligt begraven in het familiegraf in de Cimetière du Père-Lachaise.

## Tweede Restauratie
Na Napoleons nederlaag en verbanning in 1815 volgde de tweede Restauratie waarbij de meeste medestanders van Napoleon, waaronder Kellermann, buitenspel werden gezet. Kellermann speelde pas in 1820, na de dood van zijn vader, weer een rol van betekenis in Frankrijk. Hij erfde de titel Hertog van Valmy (Duc de Valmy) van zijn vader en mocht, als pair van Frankrijk, zetel nemen in het Chambre des pairs (een hogerhuis van adelen, naar model van het Britse House of Lords). Kellermann steunde de Julimonarchie van koning Lodewijk Filips I.
Hij stierf in 1835 aan de gevolgen van een leveraandoening. Na zijn dood werd hij begraven in het familiegraf van de Kellermanns in de Cimetière du Père-Lachaise.
Kellermanns zoon, de politicus, diplomaat en historicus François Christophe Edmond de Kellermann (1802-1868), schreef onder meer Histoire de la campagne de 1800 (1854), dat was gebaseerd op documenten van zijn vader. Hij erfde de titel Hertog van Valmy van zijn vader. Deze titel stierf uit toen hij in 1868 kinderloos stierf.
- Bibliothèque nationale de France: cb107365046 (data)
- Gemeinsame Normdatei: 140940553
- International Standard Name Identifier: 0000 0000 7778 0464
- Base Léonore: LH//1396/35
- SNAC: w6n601tz
- Système universitaire de documentation: 224498533
- Virtual International Authority File: 49216809
- WorldCat: E39PBJkpbmf7MKKB7xHDxT78md